# Schandmaul
A Schandmaul nevű német középkori folk-rock zenét játszó zenekar 1998-ban alakult meg Münchenben.
Zenéjükben régies hangszereket használnak, például tekerőlant, schalmei, duda, de modern hangszerek is előfordulnak a zenéjükben, például basszusgitár, elektromos gitár. Karrierjük alatt 9 nagylemezt, három koncertalbumot, két EP-t, két válogatáslemezt és négy DVD-t adtak ki. Csak német nyelven énekelnek.

## Tagok
- Thomas Lindner
- Birgit Muggenthaler-Schmack
- Anna Kranzlein
- Martin Duckstein
- Stefan Brunner
- Matthias Richter

### Korábbi tag
- Hubsi Widmann

## Diszkográfia
- Wahre Helden (1999)
- Von Spitzbuben und anderen Halunken (2000)
- Narrenkönig (2002)
- Wie Pech und Schwafei (2004)
- Mit Leib und Seele (2006)
- Andersweit (2008)
- Traumtanzer (2011)
- Unendlich (2014)
- Leuchtfeuer (2016)

## Egyéb kiadványok
- Hexenkessel (2003, koncertalbum, ugyanebben az évben DVD-n is megjelent)
- Bin Unterwegs (2005, EP)
- Kunststück (2005, koncertalbum, ugyanebben az évben DVD-n is megjelent)
- Kein Weg zu weit (2006, EP)
- Picture Vinyl (2006, válogatáslemez)
- Sinnbilder (2008, DVD)
- Sinnfonie (2009, koncertalbum, ugyanebben az évben DVD-n is megjelent)
- So weit, so gut 1998-2013 (2013, válogatáslemez)
- Euch zum Geleit (2014, EP)